# Honey & Darling
『Honey & Darling』（ハニー アンド ダーリン）は、KANA-BOONのメジャー5枚目のフル・アルバム。2022年3月30日にKi/oon Musicから発売された。

## 概要
- 前作『NAMiDA』から約4年6か月振りのリリース[注 1]。
- 2019年にベースの飯田祐馬が脱退し、2022年4月1日にベースの遠藤昌巳が新メンバーとして加入した[9]為、3人体制最初で最後のフルアルバムとなった。
- CDは初回生産限定盤、通常盤の2形態で発売。
- シングル曲「スターマーカー」、「Torch of Liberty」、「HOPE」、「Re:Pray」の他、2022年1月22日に先行配信された「メリーゴーランド」等、全形態共通で全15曲を収録[8]。
- 初回生産限定盤の特典Blu-rayには、2021年10月から2022年1月まで開催されていた自身のライブツアー『KANA-BOON Re:PLAY TOUR 2021-2022』の千秋楽である、2022年1月21日の東京・Zepp DiverCity(TOKYO)公演の模様を収録[8]。

## 楽曲解説
1. Re:Pray (Album Mix)
  - 16thシングル
2. 21g
3. Dance to beat
4. Torch of Liberty
  - 15thシングル
  - MBS/TBS系テレビアニメ『炎炎ノ消防隊 弐ノ章』第2クールオープニングテーマ[10]
5. マイステージ
6. 夜が明ける
7. 橙
8. イコール
9. alone
10. 天国地獄
11. HOPE
  - 配信限定1stシングル
12. いないいないばあ
  - 2022年3月2日に各配信サイトにて先行配信された[11]。
13. ひかり - [5:08]
14. スターマーカー (Album Mix)
  - 14thシングル
  - 読売テレビ/日本テレビ系テレビアニメ『僕のヒーローアカデミア』第4期第2クールオープニングテーマ[12]
15. メリーゴーランド (Album Mix)
  - ABCテレビ/テレビ朝日系ドラマL『恋に無駄口』主題歌[13]
  - 2022年1月22日に各配信サイトにて先行配信された[6]。
  - 2022年3月16日にMVが公開された[14]。
  - 2022年6月4日に同ドラマとのコラボMVが公開された[15]。

## 収録曲
CD
| 全作詞・作曲: 谷口鮪、全編曲: KANA-BOON（※特記以外）。 |                                                                |        |            |      |
| #                                                      | タイトル                                                       | 作詞   | 作曲・編曲 | 時間 |
| 1.                                                     | 「Re:Pray (Album Mix)」                                        | 谷口鮪 | 谷口鮪     | 4:34 |
| 2.                                                     | 「21g」                                                        | 谷口鮪 | 谷口鮪     | 4:21 |
| 3.                                                     | 「Dance to beat」                                              | 谷口鮪 | 谷口鮪     | 5:16 |
| 4.                                                     | 「Torch of Liberty」                                           | 谷口鮪 | 谷口鮪     | 3:08 |
| 5.                                                     | 「マイステージ」                                               | 谷口鮪 | 谷口鮪     | 3:47 |
| 6.                                                     | 「夜が明ける」                                                 | 谷口鮪 | 谷口鮪     | 4:31 |
| 7.                                                     | 「橙」                                                         | 谷口鮪 | 谷口鮪     | 4:07 |
| 8.                                                     | 「イコール」                                                   | 谷口鮪 | 谷口鮪     | 4:41 |
| 9.                                                     | 「alone」                                                      | 谷口鮪 | 谷口鮪     | 4:43 |
| 10.                                                    | 「天国地獄」                                                   | 谷口鮪 | 谷口鮪     | 4:28 |
| 11.                                                    | 「HOPE」                                                       | 谷口鮪 | 谷口鮪     | 4:04 |
| 12.                                                    | 「いないいないばあ」                                           | 谷口鮪 | 谷口鮪     | 4:04 |
| 13.                                                    | 「ひかり」                                                     | 谷口鮪 | 谷口鮪     | 5:08 |
| 14.                                                    | 「スターマーカー (Album Mix)」(※編曲: KANA-BOON・金澤ダイスケ) | 谷口鮪 | 谷口鮪     | 3:33 |
| 15.                                                    | 「メリーゴーランド」                                           | 谷口鮪 | 谷口鮪     | 4:30 |
| 合計時間:                                              | 合計時間:                                                      | 64:55  |            |      |

特典Blu-ray（初回生産限定盤）
| #   | タイトル                                 | 作詞 | 作曲・編曲 |
| --- | ---------------------------------------- | ---- | ---------- |
| 1.  | 「ないものねだり」                       |      |            |
| 2.  | 「盛者必衰の理、お断り」                 |      |            |
| 3.  | 「フルドライブ」                         |      |            |
| 4.  | 「ディストラクションビートミュージック」 |      |            |
| 5.  | 「結晶星」                               |      |            |
| 6.  | 「街色」                                 |      |            |
| 7.  | 「ターミナル」                           |      |            |
| 8.  | 「Wake up」                              |      |            |
| 9.  | 「Torch of Liberty」                     |      |            |
| 10. | 「シルエット」                           |      |            |
| 11. | 「MUSiC」                                |      |            |
| 12. | 「まっさら」                             |      |            |
| 13. | 「オレンジ」                             |      |            |
| 14. | 「ネリネ」                               |      |            |
| 15. | 「Re:Pray」                              |      |            |
| 16. | 「メリーゴーランド」                     |      |            |
| 17. | 「スターマーカー」                       |      |            |

## タイアップ
※タイアップ起用順
- スターマーカー
  - 読売テレビ/日本テレビ系テレビアニメ『僕のヒーローアカデミア』第4期第2クールオープニングテーマ[12]
- Torch of Liberty
  - MBS/TBS系テレビアニメ『炎炎ノ消防隊 弐ノ章』第2クールオープニングテーマ[10]
- メリーゴーランド
  - ABCテレビ/テレビ朝日系ドラマL『恋に無駄口』主題歌[13]